# Pubquiz

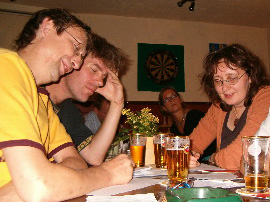
Ein Pubquiz-Team

Ein Pubquiz (engl. für Kneipenquiz, in Deutschland auch Tablequiz oder Barquiz genannt) ist ein Quiz-Spiel in einer Kneipe, bei dem verschiedene Gruppen gegeneinander antreten.

## Verbreitung
Im Vereinigten Königreich und Irland finden Pubquiz statistisch gesehen in fast jedem zweiten Pub statt. Auch in vielen weiteren Ländern wurde diese Tradition aufgegriffen. In Deutschland wurden Kneipenquiz früher hauptsächlich in irischen und schottischen Pubs veranstaltet, im 21. Jahrhundert greifen auch viele deutsche Gaststätten den Trend auf.

## Durchführung
Einheitliche Regeln für ein Quiz in einer Kneipe gibt es nicht, aber die verschiedenen Quiz haben dennoch viele Gemeinsamkeiten. Gespielt wird zumeist in (Tisch-)Teams, die gegeneinander antreten und ihre Antworten auf einen Zettel schreiben. Am Ende gewinnt das Team mit den meisten Punkten, d. h. den meisten richtig beantworteten Fragen. Zumindest in Deutschland werden Pubquiz meist nicht von den Wirtsleuten der Kneipen selbst durchgeführt, sondern von einzelnen oder mehreren Quizmastern, die die Fragen ausarbeiten, stellen und die Antworten auswerten.
Ein Pubquiz geht üblicherweise über mehrere Runden, in denen Quizfragen unterschiedlichen Typs aus verschiedenen Kategorien gestellt werden. Im Gegensatz zu vielen Fernsehquiz sind Multiple-Choice-Fragen eher selten. Die Quizfragen sind im Idealfall so konzipiert, dass sie einerseits nicht zu leicht sind, aber andererseits in der Gruppe – durch Diskussion – gelöst werden können.
Manche Pubquiz kosten eine kleine Teilnahmegebühr pro Person. Dieses Geld fließt meistens in einen Jackpot. Viele Pubquiz sind aber kostenlos, da sie den Umsatz des veranstaltenden Pubs ansteigen lassen. In den vergangenen Jahren sind Pubquizligen entstanden, die Quiz in verschiedenen Kneipen zu einer Quizliga zusammenfassen.

### Beispiel für den Ablauf
Ein Pubquiz findet meist in mehreren Runden statt. Die einzelnen Runden stehen oft unter einem Oberbegriff, wie z. B. Sport, Geographie oder Allgemeinwissen. Daneben gibt es manchmal noch spezielle Runden wie die folgenden:
Anagramm-Runde: Die Teilnehmer müssen Anagramme zu einem bestimmten Thema auflösen. Die Buchstaben des Anagramms müssen in kurzer Zeit (ein bis zwei Minuten) zu einem sinnvollen Wort aus dem Duden umsortiert werden. Dabei gibt es umso mehr Punkte, je länger das Wort ist. Falls ein Wort genannt wird, das nicht im Duden steht bzw. nicht den Regeln entspricht, gibt es meist keine Punkte.
Bilder-Runde: Es gilt, Bilder auf ausgeteilten Fotokopien zu erkennen, z. B. von bekannten Sportlern oder Politikern, Filmplakaten, Plattencovern etc.
Musik-Runden: Man muss Musikstücke erkennen, die über die Musikanlage des Lokales kurz angespielt werden.
Wer-bin-ich-Runden: Gesucht ist der Name einer berühmten Person. Der Quizmaster gibt immer mehr Hinweise: Je früher ein Team richtig antwortet, desto mehr Punkte gibt es für die Antwort.
Blitz-Runden: Man muss in kurzer Zeit (meist 10 Sekunden) im Rateteam eine Zahl herausfinden bzw. sich auf eine Zahl einigen. Beispiel: „Wie viele Schornsteine hatte die Titanic?“ In den jeweils nächsten Fragen erhöhen sich die Zahlenwerte kontinuierlich.

### Sieger
Für jede richtig beantwortete Frage, jedes richtig erkannte Bild usw. gibt es einen oder mehrere Punkte. Gewinner ist das Team, das am Ende die meisten Punkte gesammelt hat. Für den Sieger gibt es typischerweise Preise in Form von Verzehrgutscheinen des Pubs oder Geldpreise, die sich aus den geringen Teilnehmergebühren ergeben.